# Anneau de Schreier
En algèbre (une branche des mathématiques), un anneau de Schreier est un anneau intégralement clos et « pré-Schreier », un anneau intègre étant dit pré-Schreier si dans cet anneau, tout élément x est primal, c.-à-d. que pour tout produit yz mutiple de x, x est produit d'un diviseur de y par un diviseur de z.
Le terme « anneau de Schreier » — du nom d'Otto Schreier — a été introduit par Paul Cohn dans les années 60. Le terme « anneau pré-Schreier » est dû à Muhammad Zafrullah.

## Définition équivalente
Un anneau A est pré-Schreier si, et seulement si, il vérifie la propriété d'interpolation de Riesz suivante pour tous {\displaystyle m,n\in \mathbb {N} } ou, ce qui est équivalent, pour {\displaystyle m=n=2},, :
Pour tous {\displaystyle a_{1},\dots ,a_{m},b_{1},\dots ,b_{n}\in A} tels que chaque {\displaystyle a_{i}} divise chaque {\displaystyle b_{j}}, il existe dans {\displaystyle A} un élément qui est à la fois multiple de tous les {\displaystyle a_{i}} et diviseur de tous les {\displaystyle b_{j}}.

## Propriétés
La propriété de Schreier est intermédiaire entre celle d'être un anneau à PGCD et celle de vérifier le lemme de Gauss :
- tout anneau intègre à PGCD est un anneau de Schreier et la réciproque est fausse[6] ;
- tout anneau pré-Schreier vérifie le lemme de Gauss[7] et la réciproque est fausse[8].

A fortiori, un anneau pré-Schreier vérifie le lemme d'Euclide : un élément est premier si (et  seulement si) il est irréductible (on peut le voir plus directement en remarquant que dans un anneau intègre, tout élément irréductible  et primal est premier). En particulier, un anneau est factoriel si (et seulement si) il est pré-Schreier et atomique,.
On peut affiner l'implication ci-dessus « pré-Schreier ⇒ Gauss » en intercalant la propriété « PSP » : tout polynôme Primitif est SuperPrimitif, c'est-à-dire que l'inverse de idéal de type fini engendré par ses coefficients est réduit à l'anneau. (L'implication « pré-Schreier ⇒ PSP » se démontre par interpolation de Riesz — elle est stricte — et Gauss équivaut à « PSP2 », la propriété PSP restreinte aux polynômes de degré 1.)
En résumé : à PGCD ⇒ Schreier ⇒ pré-Schreier ⇒ PSP ⇒ Gauss ⇒ Euclide.
Par ailleurs, si A est un anneau de Schreier, alors l'anneau de polynômes A[X] en est un aussi.